# Polistes erythrocephalus
Polistes erythrocephalus (лат.) — вид общественных бумажных ос рода Polistes семейства Vespidae, обитающий в Центральной и Южной Америке. Эусоциальный вид, то есть у неё есть как репродуктивные, так и нерепродуктивные касты. Сотрудничество между двумя кастами для выращивания потомства демонстрирует альтруистическую природу этих ос. P. erythrocephalus имеет четырёхстадийный цикл колонии, как и многие другие осы Polistes. Этот вид обычно питается личинками, иногда своими собственными, и является добычей таких видов, как кочевые муравьи.

## Таксономия и филогения
Учёные-биологи, занимающиеся изучением полистов, такие как К. Йошикава (K. Yoshikawa), Джозеф Чарльз Бекуэрт и Мэри Джейн Вест-Эберхард, первоначально считали Polistes erythrocephalus подвидом Polistes canadensis. По этой причине большая часть исследований, проведённых по P. erythrocephalus, была отнесена к P. canadensis. Кроме того, этот вид был исключён из списка видов Polistes по всему миру, составленного Йошикавой в 1963 году.
Однако, затем P. erythrocephalus был признан отдельным видом британским энтомологом Оуайном Ричардсом, хотя иногда его по-прежнему называют Polistes canadensis erythrocephalus.

## Описание
Polistes erythrocephalus достигает 21 миллиметра в длину и отличается чёрными грудью и брюшком. Тело P. erythrocephalus обычно более узкое, чем у его ближайших родственников, таких как Polistes annularis. Грудь не имеет пятен, а брюшко немного бледнее остального тела. Чёрный цвет тела контрастирует с цветом головы, которая имеет тусклый «железистый» (ржавый) цвет. На вершине головы находятся «железистые» антенны, которые становятся бледнее на кончиках. Крылья P. erythrocephalus тёмно-синеватого цвета с заметным глянцевым блеском. Ноги P. erythrocephalus чёрные с желтоватым оттенком на голенях и коленных суставах.
Долгое время P. erythrocephalus считался подвидом Polistes canadensis, и поэтому их часто путали. Однако у P. canadensis грудь, брюшко и голова имеют рыжеватую окраску. Кроме того, крылья P. canadensis часто гораздо светлее, чем тело.

## Распространение
Polistes erythrocephalus обитает в Центральной и Южной Америке. Хотя этот вид наиболее распространён в Коста-Рике и Панаме, его также наблюдали в Никарагуа, Венесуэле, Колумбии, Эквадоре, Перу, Боливии и Южной Бразилии. В Коста-Рике гнёзда P. erythrocephalus в основном сосредоточены в Финке Табога и на полуострове Оса. В этих странах P. erythrocephalus строят гнёзда на охраняемых, но открытых территориях как среди людей, так и в дикой природе.

## Цикл развития колонии
Цикл развития колонии Polistes erythrocephalus повторяет цикл многих других видов Polistes, поскольку включает четыре отдельные фазы: фазу основания, фазу рабочих, репродуктивную фазу и промежуточную фазу. Продолжительность колониального цикла у P. erythrocephalus варьируется в зависимости от того, находится ли конкретная группа в тропическом или более умеренном регионе. Цикл колонии тропического P. erythrocephalus длится шесть—семь месяцев. Это на один-три месяца дольше, чем типичный цикл колоний P. erythrocephalus в более умеренных районах. Такое разное время распада колонии представляет собой оптимизацию компромисса между хищничеством до размножения и количеством репродуктивных особей, которые должны выжить в колонии.

### Фаза основания
Фаза основания начинается весной и включает в себя строительство новых гнёзд отдельными репродуктивными самками (называемыми основательницами). Если одна самка основывает гнездо, к ней часто присоединяются другие основательницы несколько дней спустя. В ходе полевых исследований было обнаружено, что у P. erythrocephalus бывает в среднем 4,9 самки-основательницы в диапазоне от 1 до 10. Если в течение двух недель после начала гнездования к первой основательнице не присоединяются другие самки, она покидает гнездо. Во время фазы основания состав основательниц в любом гнезде меняется ежедневно, поскольку основательницы переходят из гнезда в гнездо. Таким образом, основательница продолжает заново оценивать свои репродуктивные возможности.

### Фаза рабочих
Во время фазы рабочих у многих видов Polistes взрослые рабочие и ранние самцы выходят из куколок (личинки становятся имаго). С появлением рабочих они начинают выполнять такие задачи колонии, как содержание гнезда, добыча пищи и уход за личинками. Типичное гнездо P. erythrocephalus содержит около 95 ячеек. Если колония теряет свою королеву или если она прекращает яйцекладку, то все строительные работы в гнезде прекращаются. Это происходит потому, что королевы являются «первичными инициаторами». Хотя рабочие могут делать большую часть работы по строительству и обслуживанию, королевы с созревшими яйцами в яичниках демонстрируют поведение по инициации ячеек и отвечают за начало процесса.

## Питание
P. erythrocephalus — хищные осы и питаются самыми разнообразными гусеницами. Хищническая способность колонии зависит от количества своих личинок в гнезде, а не от количества взрослых особей. Известно, что они охотятся на гусениц бабочек-бражников, и было замечено, что они съедают в среднем 0,5 гусениц в день (максимум — 1,3, минимум — 0,08).

### Устойчивость к голоданию
Устойчивость P. erythrocephalus к голоданию была проверена как на взрослых особях, так и на личинках. Взрослые особи P. erythrocephalus продемонстрировали среднюю устойчивость и погибли через два-три дня, будучи лишёнными пищи и воды. Однако личинки P. erythrocephalus оказались чрезвычайно устойчивыми к голоду. В одном гнезде шесть личинок были найдены живыми после 26 дней без пищи и воды. После этого одна из личинок была измельчена и скормлена остальным личинкам, которые охотно её съели. Это свидетельствует о том, что при необходимости личинки будут вести себя каннибалистически.

## Значение
Как хищные осы P. erythrocephalus являются естественным контролёром вредителей. Считается, что они питаются листогрызущими гусеницами на табачных полях в Южной Америке и таким образом контролируют их популяцию. Они особенно были важны для крупных плантаций Колумбийской табачной компании (la Compañia Colombiana de Tabaco) в 1932—1936 годах.
В ходе экспериментов P. erythrocephalus заразили Bacillus thuringiensis — бактерией, обладающей инсектицидными свойствами. Однако Bacillus thuringiensis оказалась безвредной для P. erythrocephalus, поскольку концентрация в гнезде и условия работы остались совершенно неизменными.